# Rákóczi-vár (Gyimesbükk)
A Rákóczi-vár (románul Cetatea Rákóczi) Gyimesbükk és Palánka között, a Tatros folyó völgyében, a történelmi magyar országhatárnál található. A romániai műemlékek jegyzékében, Fostul punct vamal „Cetatea Rákóczi" elnevezéssel és a BC-II-m-B-00830 sorszámon szerepel. A kiépített 134 fokos kőlépcsőkön felfelé haladva az Apahavas oldalán, a Kő-orr vagy Kő-csup várrom sziklabástyái alkották az egykori Rákóczi-vár területét. 2015-ben a Gyimesbükkért Egyesület kezdeményezte a Rákóczi-vár újraépítését. A bécsi levéltárból beszerzett dokumentáció alapján Esztány Győző csíkszeredai építész elkészítette a rekonstrukcióhoz szükséges terveket. 2021. szeptember 30-án Cseke Attila Románia  Közigazgatási, Fejlesztési és Közmunkálatokért felelős minisztere bejelentette, hogy a fontos műemléket, a történelem egy darabját újjáépítik.

## Története
Egyes vélemények szerint Bethlen Gábor építtette 1626 körül a Moldova és Erdély közötti határ vonalán a Gyimesi-szorosban. Katonai, de gazdasági jellegű szerepe is volt, mint vámgyűjtő pont. Más adat szerint I. Rákóczi György idejében épült, az Ojtozi-szorosban lévő Rákóczi várhoz hasonlóan. 

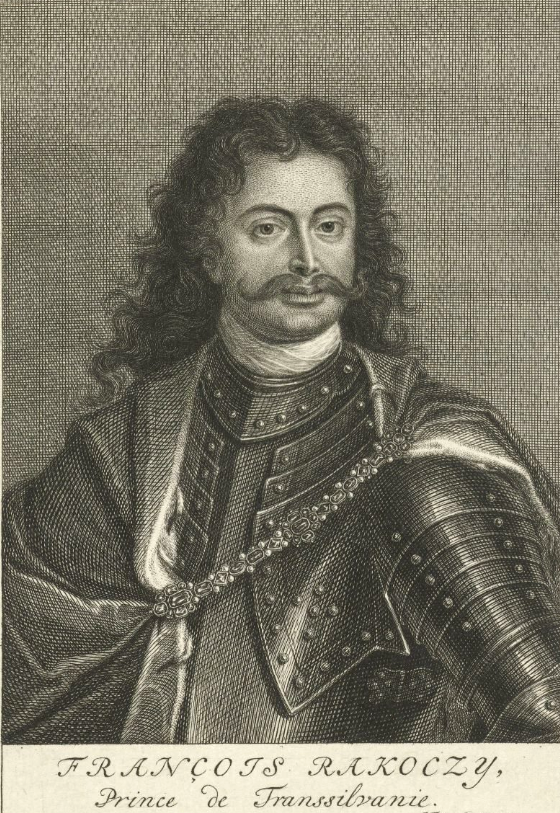
II. Rákóczi Ferenc fejedelem

Fő szerepe a völgyben futó kereskedelmi út és a határ ellenőrzése, az áruforgalom vámolása volt - védelmi szempontból nem volt jelentős, bár az időnként Moldva felől betörő fosztogató tatároktól védeni kellett az országot. Első neve Ghemes vára volt, amit feltételezések szerint a területen akkoriban élő gímszarvasokról kapott. A 18. század elején II. Rákóczi Ferenc megerősíttette, ekkor kapta mai nevét. 1698-ban Rabutin osztrák tábornok  építette újjá a várat, amelynek közvetlen közelében vámhivatal létesült. 1710 után a vár vesztegzárként is működött, ahol tíznapos karanténba kerültek a határt átlépők, hogy a járványos betegségek terjedését megfékezzék. A mádéfalvi veszedelem után az osztrák csapatok is megerősítették, a lehetőségekhez képest bővítették. Helyszűke miatt csak néhány kisebb helyiség volt benne. Nagyrészt helyi sziklákból, kisebbrészt téglából épült. létesül. Az 1600-1700-as években az osztrákok az erősséget kibővítették, 1764 után a vár és a szoros őrzése az első székely határőrezred hatáskörébe tartozott. A hagyomány szerint 1789-ben a kőlépcsőkön fel- és lelovagolt egy Lacz András nevű székely huszár. A Gyimesi-szoros 1718-as térképén a vár "Blokhaus" erődként van rögzítve, itt volt a vámparancsnok székhelye. 1773 júniusában II. József is meglátogatta a várat.
A vár a Kőorr-hegycsúcs Antalok sorka nevű hegygerinc-nyúlványára épült, mely a Tatros völgyébe érve meredeken ér véget. A vár és az út közötti szintkülönbség kb. 30 méter volt, ezért várépítéskor feljárót építettek ide, amelyet később fatetővel fedtek le. 1677-ben a közeli Csíkszépvíz harmincad-összeírásában a következőképp szerepel a vár:
Békés időkben Ghemes váránál mindig ketten strázsálnak, vagy pedig ahogyan a helyzet megköveteli. Azok akik beállnak őrnek egy évig kötelesek a vámnál szolgálni a parancsnokság alatt. Ezen személyek az ország adóján kívül minden más kötelezettség alól fel vannak mentve.
Orbán Balázs a következőképp írt a várról és a határátkelőről:
A kőcsúcstól éles sziklagerinc nyúlik le egészen a Tatros völgyéig, ennek – a völgyet összeszorító – magas meredek előfokán van egy szép fekvésű erőd (Blockhaus), mely feltehetőleg a régi Gyimes vára helyén fekszik, s annak romjaiból épült.

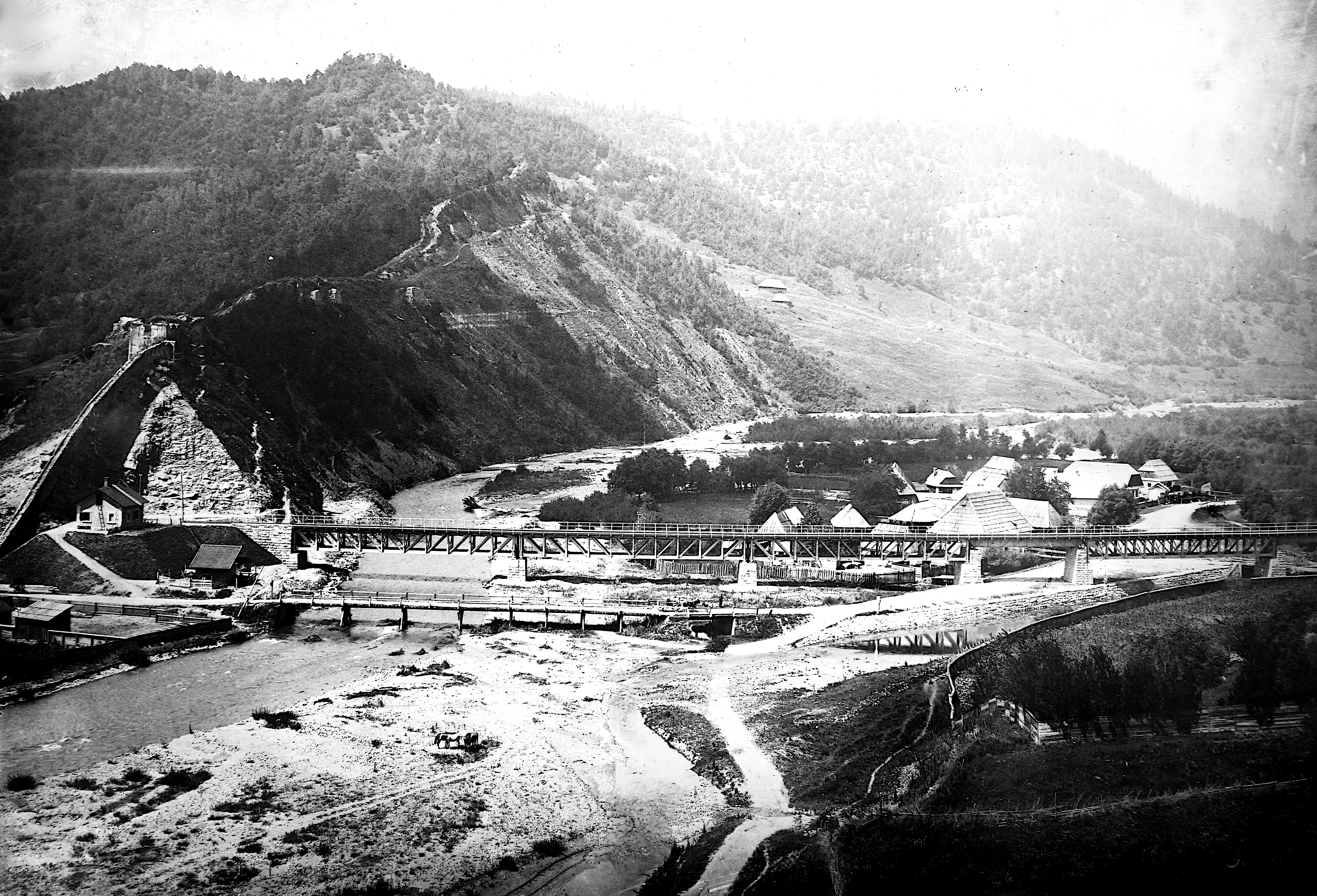
A Rákóczi-vár és környéke 1914-ben

Ezen erődhöz 134 lépdes fedett folyosó vezet oly meredeken, hogy gyalog is nagy fáradsággal lehet oda fel jutni, s mégis 1789-ben fel- és lelovagolt azon egy Lacz András nevű székely huszár.

A túl oldalon szintén erődített előfok szökkel elő; ezek annyira elzárják a völgyet, hogy a Tatrosnak alig marad keskeny szikla szegélyezte mederhely. A vámhivatal épületei és a szerény kis kápolna ezen bal oldali előhegy oldalának egy mélyületében vannak elrejtve. Ezen hadtanilag igen erős, könnyen védhető pont igen festői képet ad, mint azt mellékelt rajzunk mutatja.
Egy karózat (pallisade) zárja át a leirt, s a mellékelt képben bemutatott erődök közt, a Tatros szűk völgymedrét; ezen gyenge kertelésen túl már Moldova határa kezdődik, ronda vámépületeivel, lomha határőreivel, új Dacia nyomorúságos voltának szembeszökő képét mutatván fel. Az oláh vámnál megszűnik az Erdély felől eddig jövő csinált út, a közlekedés csak lóháton s ökörszekerekkel folytatható tovább, és ez így van nem csak itt, hanem minden szorosainknál a tömösi vám kivételével. […] Úthiány tehát oka annak, hogy ezen szoroson igen csekély kereskedelmi mozgalom van, pedig hajdan e szoros egyike volt jártabb, sőt hadjáratokra is használt szorosainknak. 1467-ben itt küldötte be Mátyás király seregének egy részét a pártot ütött Moldova ellen. Csíkot dúló tatárok gyakran ütöttek itt be, s nem egyszer vívatott ott a honvédelemnek elszánt hősies harcza. Az 1816–17-ki éhségkor az ezen vonalon behozott gabona menté meg Csíkot és a Székelyföld nagy részét az éhségtől.
A vár a 19. század közepéig volt használatban, amíg meg nem épültek a határkapuk, vámhivatali épületek és a határőr laktanyák. A vámhivatalnak néhány speciális elnevezése: gyimesi Passzus, Csíkgyimesi vám és vesztegzár, Magyar Királyi Vámhivatal is fennmaradt. A 19. század derekára Gyimesközéplok és Gyimesbükk között, illetve Gyimesbükk és az országhatár között tanyák jöttek létre, ezekből hosszú, völgyi lánctelepülések fejlődtek a Tatros mellékvölgyeibe is. 1894-ben Magyarország és Románia új vasútvonal építését határozták el, mely a gyímesek völgyében lépi át a határt. A Csíkszereda-Gyimesbükk-vasútvonal megépítése szükségessé tette két bevágás elkészítését: az egyik a falu fölötti dombot és a rajta álló temetőt érintette, míg a másik a várhegyet. A vasút a Gyimesbükk elhagyása után a vár tövében átlépi a Tatros folyót, elhalad a 30. számú vasúti őrház mellett (mely a Magyar Királyi Államvasutak legkeletibb őrháza lett) és utána néhány méterrel átlépi a határt. Ezután újabb hídon kel át a Tatros fölött - de már a román oldalon. A várhegy alatt 15 méternyi bevágást kellett végezni a vonal elvezetéséhez, amelynek során a régi feljárót elbontották, és új, meredekebb, 95 fokból álló lépcsősort építettek. A vasútvonal a magyar oldalon 1897. október 18-án nyílt meg. A román fél 2 év késéssel, 1899. április 5-én készült el a vasútépítéssel, ekkor indult meg a határforgalom.
A trianoni békeszerződés után a határátkelőhely megszűnt, csak a második bécsi döntés (1940 ősze) után került vissza a magyar határ ide a világháború végéig.
A 20. század során a vár feltárása, helyreállítása elmaradt, falai erőteljesen pusztulnak. Turisták által szabadon, ingyenesen látogatható.

## Képek

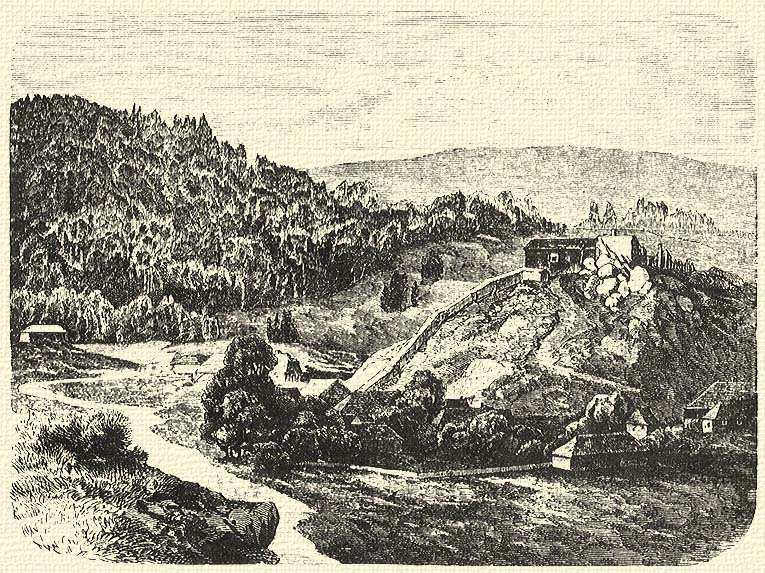
Kelety Gusztáv metszete a várról és a határátkelőhelyről Orbán Balázs A Székelyföld leírása című könyvében
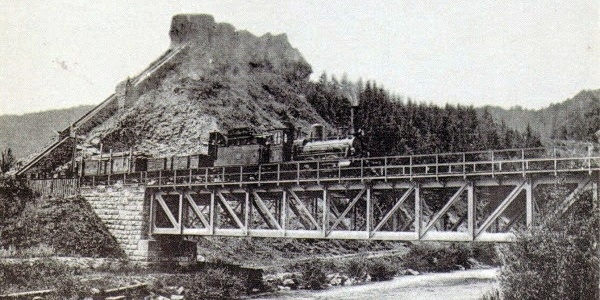
A Rákóczi-vár képeslapon
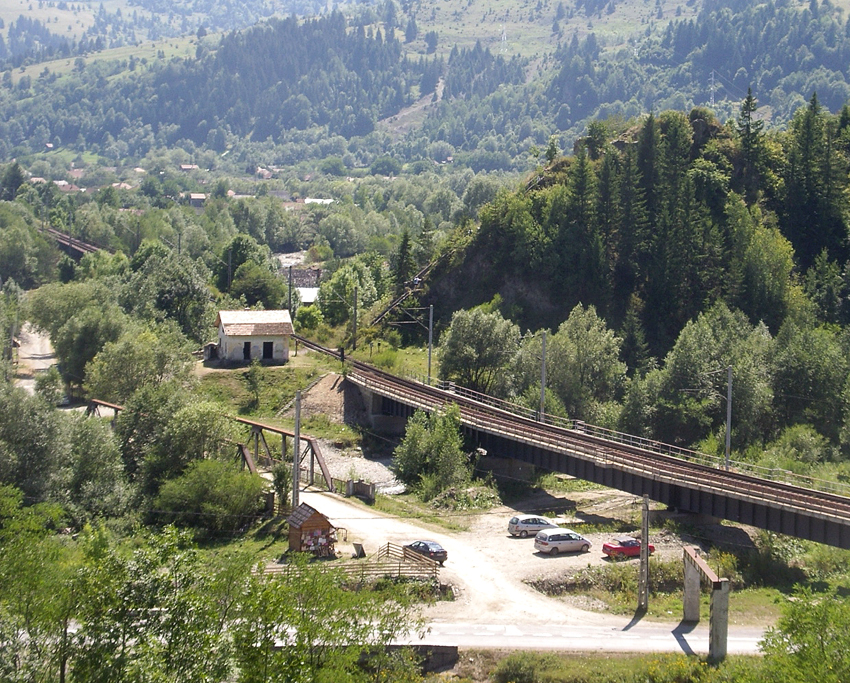
A Gyimesi-szoros a Rákóczi-várral, Gyimesbükk
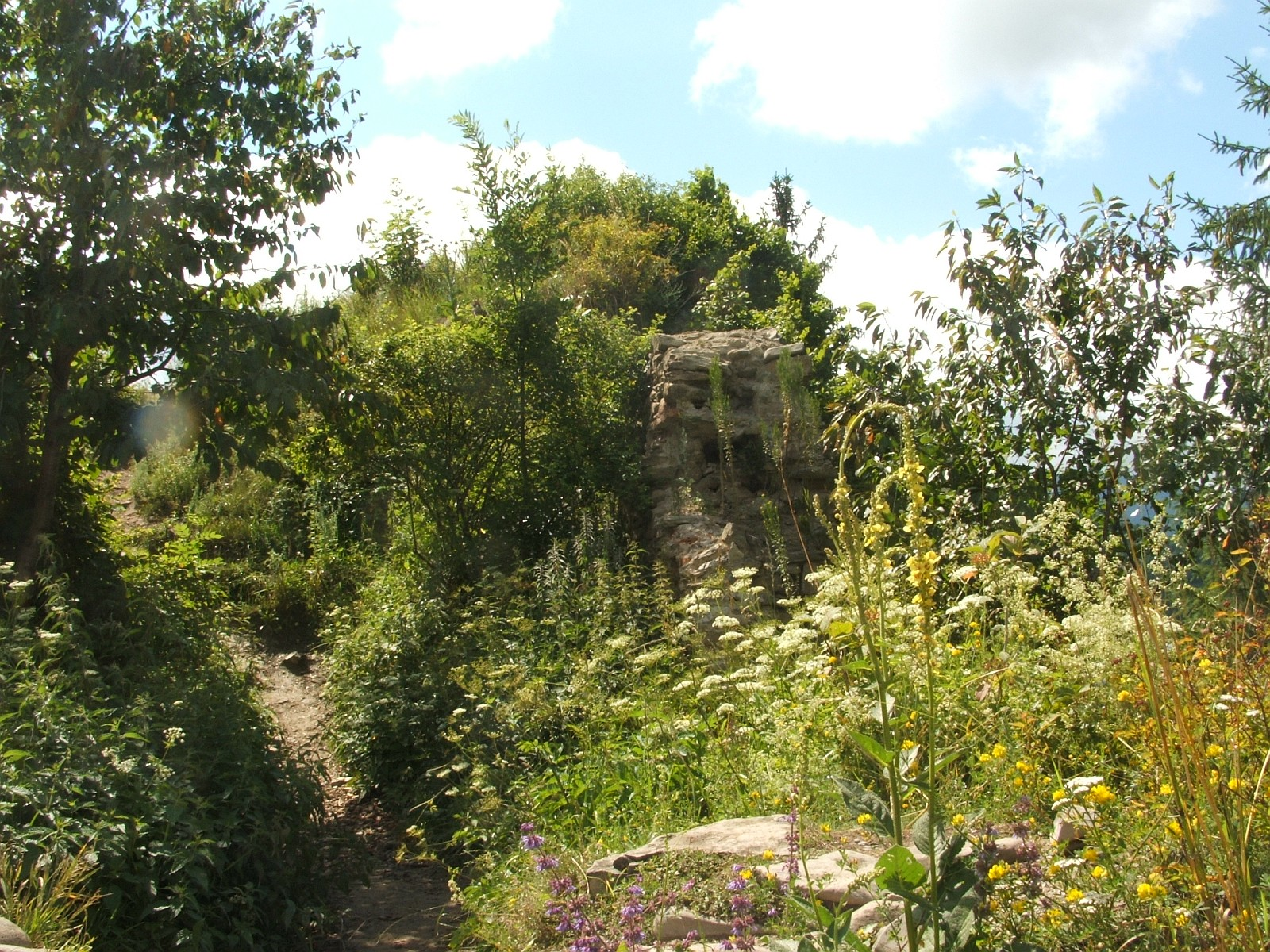
Falmaradványok a hegygerincen
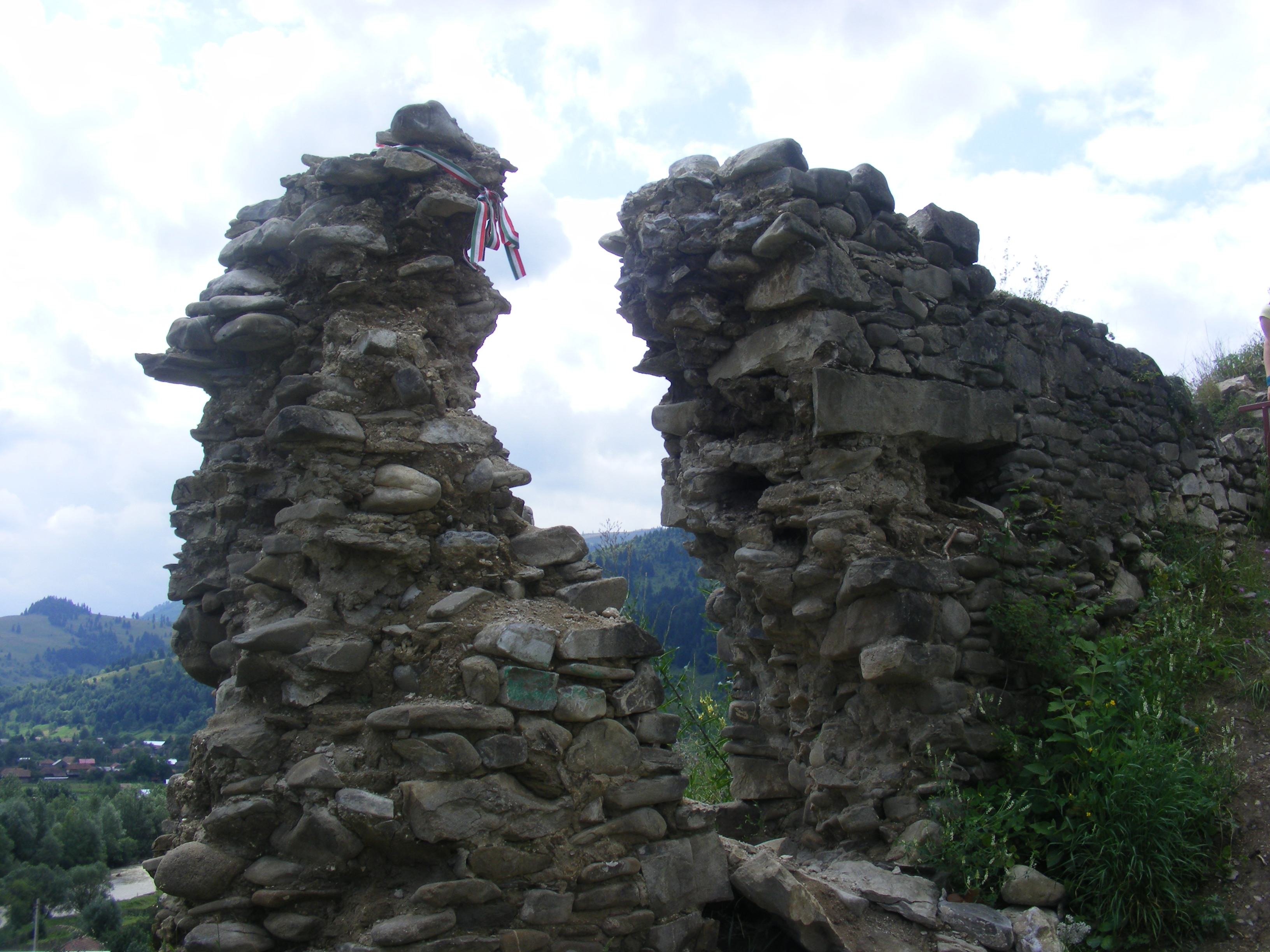
Falmaradvány
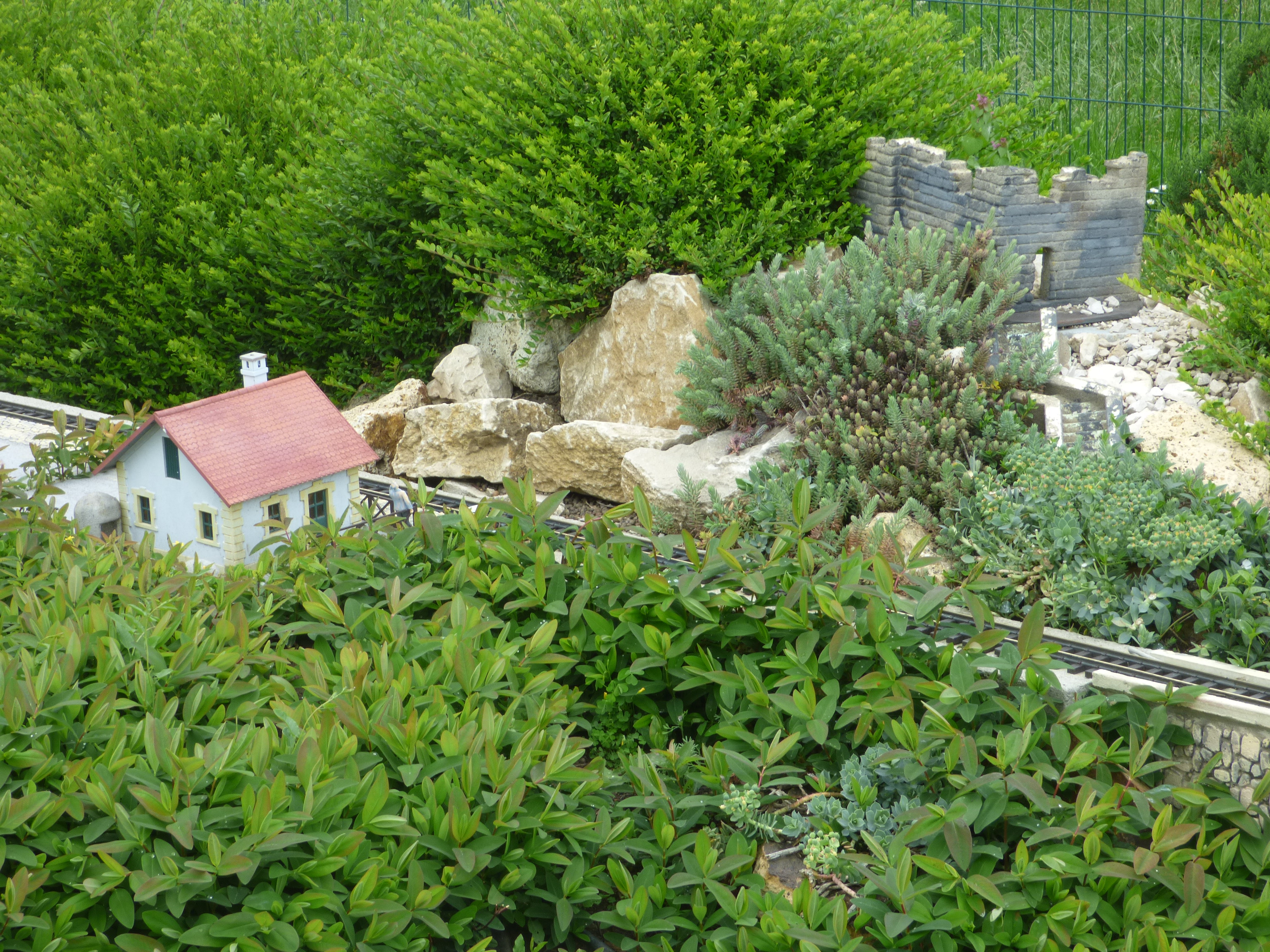
A gyimesbükki 30-as vasúti őrház és a Rákóczi-vár romjainak makettje a szarvasi Mini Magyarország gyűjteményében